# Macrothele cretica
Macrothele cretica – gatunek pająka z infrarzędu ptaszników i rodziny Macrothelidae. Endemit zachodniej Krety.

## Taksonomia
Gatunek ten opisany został po raz pierwszy w 1903 roku przez Władysława Kulczyńskiego.

## Morfologia
Samce osiągają od 9,1 do 14,4 mm długości ciała, przy karapaksie długości od 4,4 do 6,2 mm i szerokości od 3,7 do 5,2 mm. Jedyna zmierzona samica miała ciało długości 16 mm przy karapaksie długości 6,6 mm i szerokości 5,3 mm. Ubarwienie u obu płci jest ciemnobrązowe z ciemnoszarą opistosomą (odwłokiem) (u okazów zakonserwowanych karapaks staje się rudobrązowy, a opistosoma bladożółtoszara). Okolica oczu jest bardzo słabo wyniesiona. Oczy pary przednio-bocznej leżą bardziej z przodu niż pary przednio-środkowej, a oczy pary tylno-bocznej bardziej z tyłu niż pary tylno-środkowej. Oczy pary przednio-bocznej są największe. Oczy par tylnych stykają się ze sobą. Szczękoczułki pozbawione są rastellum, mają części odsiebne porośnięte krótkimi i mocnymi szczecinkami, a rowki z 9–11 ząbkami na przednich krawędziach u samców i 14 u samic. Warga dolna jest niemal prostokątna i zaopatrzona w od 23 do 50 kuspuli. Liczba kuspuli na szczękach wynosi około 100–110. Sternum jest niewiele dłuższe niż szersze, owalne, z rzadka porośnięte sterczącymi i sztywnymi włoskami, zaopatrzone w trzy pary sigilli, z których przednia jest najmniejsza, a tylna największa. Na opistosomie silne włoski przemieszane są z delikatniejszymi i leżącymi. Kądziołki przędne są palcowate, te pary tylno-środkowej jednoczłonowe i krótkie, a te pary tylno-bocznej trójczłonowe. Odnóża pary czwartej są najdłuższe, trzeciej najkrótsze, a pierwszej i drugiej tej samej długości. Stopy zwieńczone są trzema pazurkami, z których dwa górne mają faliste szeregi długich ząbków, a dolny jest bezzębny lub z 1–2 drobnymi ząbkami nasadowymi.
Nogogłaszczki samca mają gruszkowaty bulbus i stosunkowo małe tegulum, przechodzące w długi, lekko zakrzywiony, ku szczytowi zwężony i na końcu lekko zakrzywiony embolus o długości równej długości goleni. Samica ma genitalia o prostej budowy, zbiegających się końcami zbiornikach nasiennych.

## Ekologia i występowanie
Gatunek palearktyczny, endemiczny dla greckiej Krety, ograniczony do zachodniej części tej wyspy, gdzie podawany jest z terenów jednostek regionalnych Chania i Retimo.
Pająk ten zamieszkuje stosunkowo wilgotne, zacienione i niezaburzone stanowiska w obrębie naturalnych terenów leśnych. Spotkać go też można w ogródkach w małych wsiach.

## Status zagrożenia
W 1996 roku Macrothele cretica umieszczony został w Czerwonej księdze gatunków zagrożonych IUCN jako gatunek o niedostatecznie rozpoznanym statusie (DD); w 2025 roku sklasyfikowano go jako gatunek narażony na wymarcie (VU). Również w Czerwonej księdze gatunków zagrożonych Grecji ma status narażonego na wymarcie (VU).